# Mitrastemon
Mitrastemon ist die einzige Pflanzengattung der monogenerischen Familie der Mitrastemonaceae innerhalb der Ordnung der Heidekrautartigen (Ericales), mit nur zwei Arten. 
Mitrastemon-Arten sind Wurzel-Endoparasiten; ihre Wirte sind Fagaceae (Castanopsis, Lithocarpus, Quercus, Trigonobalanus).

## Beschreibung
Mitrastemon-Arten sind chlorophylllose Holoparasiten, Wurzel-Endoparasiten mit filamentösem „Wurzelgeflecht“ das die Wurzel des Wirtes vollständig durchdringt. Ihre Wirte sind Arten aus der Familie Fagaceae: es gibt Berichte für Castanopsis, Lithocarpus, Quercus und Trigonobalanus. Es sind mehrjährige krautige Pflanzen. Die Blätter sind dekussiert oder quirlig zu drei bis sieben (bis 24) Paaren an den Stängeln angeordnet und werden nach oben hin immer größer. Die Blätter sind sitzend und schuppenförmig reduziert. Sie sind cremefarben oder milchig gelblich-weiß in der Blütezeit. Nebenblätter fehlen.
Die Blütenstände entspringen direkt aus der Wirtspflanze und sind von einem Ring aus Wirtsgewebe umgeben. Die Blüten stehen einzeln auf einem 4 bis 15 cm langen Blütenschaft. Die zwittrigen, radiärsymmetrischen Blüten sind protandrisch und haben einen Durchmesser von 0,6 bis 1,5 cm. Das Perianth ist reduziert, bei Mitrastemon matudae ist die Blütenhülle noch vierlappig. Die zehn Staubblätter sind röhrig verwachsen und umgeben den oberständigen Fruchtknoten, sodass oben nur eine kleine Öffnung verbleibt. Die Narbe ist halbkugelig. Als Bestäuber wurden Fliegen, Bienen, Wespen, Schmetterlinge und Vögel (Honigfresser, Ornithophilie) beobachtet.
Es werden beerenähnliche Kapselfrüchte gebildet, die viele kleine Samen enthalten. Die Samen sind gelblich bis dunkelbraun.

## Verbreitung
Sie haben ein disjunktes Areal; zum einen Zentralamerika, zum anderen Südostasien, Japan und Neuguinea.

## Systematik
Die Gattung steht in einer eigenen Familie Mitrastemonaceae. Manchmal wurde diese Gattung auch in die Rafflesiaceae eingeordnet.
Die Gattung Mitrastemon und damit die Familie besteht aus nur zwei Arten:
- Mitrastemon matudae Makino: Ihre Heimat ist Zentralamerika (Chiapas, Guatemala, Honduras) und Kolumbien.
- Mitrastemon yamamotoi Makino: Ihre Heimat ist Südostasien, Teile des Malaiischen Archipels, Japan und Neuguinea:
  - Mitrastemon yamamotoi var. kanehirae (Yamamoto) Makino (Syn.: Mitrastemon kanehirae Yamamoto): Es ist ein Wurzelparasit an  Castanopsis and Lithocarpus auf Taiwan.
  - Mitrastemon yamamotoi Makino var. yamamotoi (Syn.: Mitrastemon cochinchinensis Nakai; Mitrastemon kawa-sasakii Hayata, Mitrastemon sumatranus Nakai, Mitrastemon yamamotoi f. kawa-sasakii (Hayata) Makino, Mitrastemon yamamotoi var. kawa-sasakii (Hayata) Makino)